# Julien-Nicolas Rivart
Julien-Nicolas Rivart (* 1. Juli 1802 bzw. 12. Messidor des Jahres 10; † 17. Februar 1867) war ein französischer Kunsttischler und Porzellanmaler. Er gilt als Erfinder der Porzellan-Intarsien, die bemalt waren.
Die Finesse von Rivarts Arbeit für das Einlegen von Porzellan fand nie eine Entsprechung. Die mit Porzellan-Intarsien eingelegten Möbel sind seltene Stücke, Zeugen des Erfindungsreichtums der zweiten Hälfte des 19. Jahrhunderts.
Im Jahr 1900 vergisst die Weltausstellung, die den „Rekord des Jahrhunderts“ nachzeichnet, nicht die Gunst, die Rivart-Porzellan während des Zweiten Kaiserreichs erlangt hatte, als er einen seiner Tische im Salon Napoleon III enthüllte.

## Geschichte
Die Anfänge seines Lebens haben keine Spuren hinterlassen, so dass man von jahrelanger Ausbildung in einer bescheidenen Umgebung ausgeht. Paris wurde dann durch die Revolution und die Napoleonischen Kriege wirtschaftlich erschüttert. Für Tischler war es eine Zeit wichtiger Einschränkungen durch das Embargo, das die Verwendung lokaler Hölzer begünstigte, die typisch für den Restaurationsstil sind.
Die ersten Informationen, die auffindbar sind, scheinen diese bescheidenen Anfänge zu bestätigen, denn Rivart findet sich erst 1835 in einer Werkstatt des Volksviertels in der Rue du Faubourg Saint-Martin Nr. 76. Er verlegte seine Werkstatt zweimal, 1837 in die Rue Sanson 6 und 1840 in die Rue de la Folie Méricourt 16, was möglicherweise auf Schwierigkeiten bei der Etablierung seiner Kundschaft zurückzuführen war. Nach seinen eigenen Worten waren diese Jahre „Opfer aller Art“, „eine Ausdauer von zwanzig Jahren“.
1848 entwickelte er eine neue Intarsien-Technik und trat plötzlich ins Rampenlicht. Sein Aufstieg begann, als Louis-Napoleon Bonaparte die Macht übernahm. Das zweite Kaiserreich, das kurz darauf ausgerufen wird, wird das Land erheblich modernisieren und die Kunstindustrie gedeihen lassen. Das Embargo wurde aufgehoben, die exotischen Hölzer tauchen zur Freude der Luxusmanufakturen wieder auf.
Am 18. September 1849 meldete Rivart sein 15-jähriges Patent für „eine Art Intarsie an, die in Holz lackiert oder nicht, Kupfer, Marmor und jedem anderen Stein sowie auf Samt usw. hergestellt werden kann“. Unter dieser allgemeinen Überschrift zielt er auf ein Material ab, das noch nie in der Intarsie verwendet wurde: Porzellan. „Alle bisher in dieser Branche durchgeführten Forschungsarbeiten waren erfolglos und … ich habe diese Entdeckung zum ersten Mal gemacht“, heißt es in dem Memorandum, das seinem Patent beiliegt. Er verteidigte heftig die Vaterschaft seiner Erfindung und patentierte alle nachfolgenden Verbesserungen.
Dank dieses Prozesses wird er an die Spitze der Bühne der dekorativen Kunst getrieben. Mit seiner Technik kann Porzellan hinzugefügt werden, ohne mehr Platz als nötig einzunehmen, um die Schönheit des Holzes nicht zu verbergen. Diese Erfindung, von der er das Eigentum verteidigte, öffnet die Türen für die Zusammenarbeit mit wichtigen Künstlern und erhält so Zugang zu prestigeträchtigen Orden. Der wichtigste wird Jean-Pierre Tahan sein, der Tischler des Kaisers, aber er arbeitet auch mit Alphonse Giroux zusammen. Sein Studio befand sich zu dem Zeitpunkt in der Rue de Normandie 1 in einem dynamischen Viertel des alten Paris.
Die Weltausstellungen werden für Rivart äußerst profitabel sein. Er hatte gerade rechtzeitig seine Idee, an diesen internationalen Treffen teilzunehmen, die 1851 von Prinz Albert in London initiiert wurden. Für dieses historische Ereignis genießt er die Zusammenarbeit von Victor Paillard, einem Bildhauer, der genau für die Überwachung der Statue der Königin Victoria verantwortlich ist. So präsentierten die beiden Künstler einen imposanten Schrank aus Ebenholz und Mahagoni, der die Porzellanmalerei, ihre Schatten und ihre Klarheit zu ihrem Vorteil nutzte. Die Möbel werden vom Herzog von Caumont de La Force gekauft und erhalten 16 Medaillen, darunter die Preismedaille.
Auf der Weltausstellung von 1851 bemerkt, wird er daher bei der zweiten gelobt, die 1855 in Paris als Reaktion auf die englische Innovation stattfand. Rivart war mit der großen Tahan-Manufaktur und dem fast zwanzig Jahre jüngeren Maler der Sèvres-Manufaktur Pierre-Joseph Guérou verbunden. Kritiker fördern ihn:
„Eine sehr geniale Innovation brachte Rivart in der Möbeleinlage mit: Sie besteht  aus dem Auftragen von ausgeschnittenem bemaltem Porzellan, das so Bilder von Blumen bildet und in bestimmten Fällen das übliche Mosaik aus Holz ersetzt, um angesehenen Künstlern die Dekoration anzuvertrauen von Möbeln“. Insbesondere sein Kabinett mit drei Tafeln „von sehr schöner künstlerischer Wirkung“ wird unterstrichen.
Er zeigte in dieser wichtigen Ausstellung Palisandermöbel und einen Tisch aus schwarzem Marmor, der ihm eine erstklassige Medaille einbrachte. Sein Stand wurde von dem kaiserlichen Ehepaar bemerkt, von dem er Komplimente erhielt, und die Kaiserin Eugenie de Montijo erwarb daraufhin einen Juwelenkoffer, der sich jetzt im Museum in Compiègne befindet.
Nach der Weltausstellung von 1855 wurde Rivart regelmäßig um wichtige Aufträge gebeten. So liefert Tahan zwei Jahre später, 1857, im Tuileries-Palast einen mit Porzellaneinlagen verzierten Tisch. 1861 schuf Rivart einen Tisch für Graf Charles André de Manneville, heute in der Cité de la Céramique von Sèvres, und trug im folgenden Jahr zur Entwicklung der französischen Reichskommission für die Ausstellung von 1862 bei.
Zu diesem Zeitpunkt exportiert Rivart 50 % seiner Produktion. Man muss hier die Wirkung der Weltausstellungen sehen, die ihm ein internationales Schaufenster gaben. Insbesondere lieferte er seine Intarsien an Frédéric Roux, einen Pariser Tischler, der den amerikanischen Markt gut kannte, weil er in New York gearbeitet hatte.
Julien-Nicolas Rivart starb am 17. Februar 1867, ohne die mit Porzellan besetzten Marmortafeln fertigstellen zu können, die er im selben Jahr für die Weltausstellung in Paris vorbereitete. Frédéric Roux stellt sie in seinem Namen vor, aber die Abwesenheit des Erfinders wird bemerkt. Auguste Luchet, ein Schriftsteller seiner Generation, war Zeuge dieses Verschwindens und sagte voraus: „Niemand wird jemals das tun, was er getan hat.“

## Bibliografie
- Marc Maison und Emmanuelle Arnauld: Marqueteries virtuoses au XIXe siècle : Brevets d'invention. Rivart, Cremer, Fourdinois, Kayser Sohn et Duvinage, Dijon, Faton, 2012.